# Johann Kohler

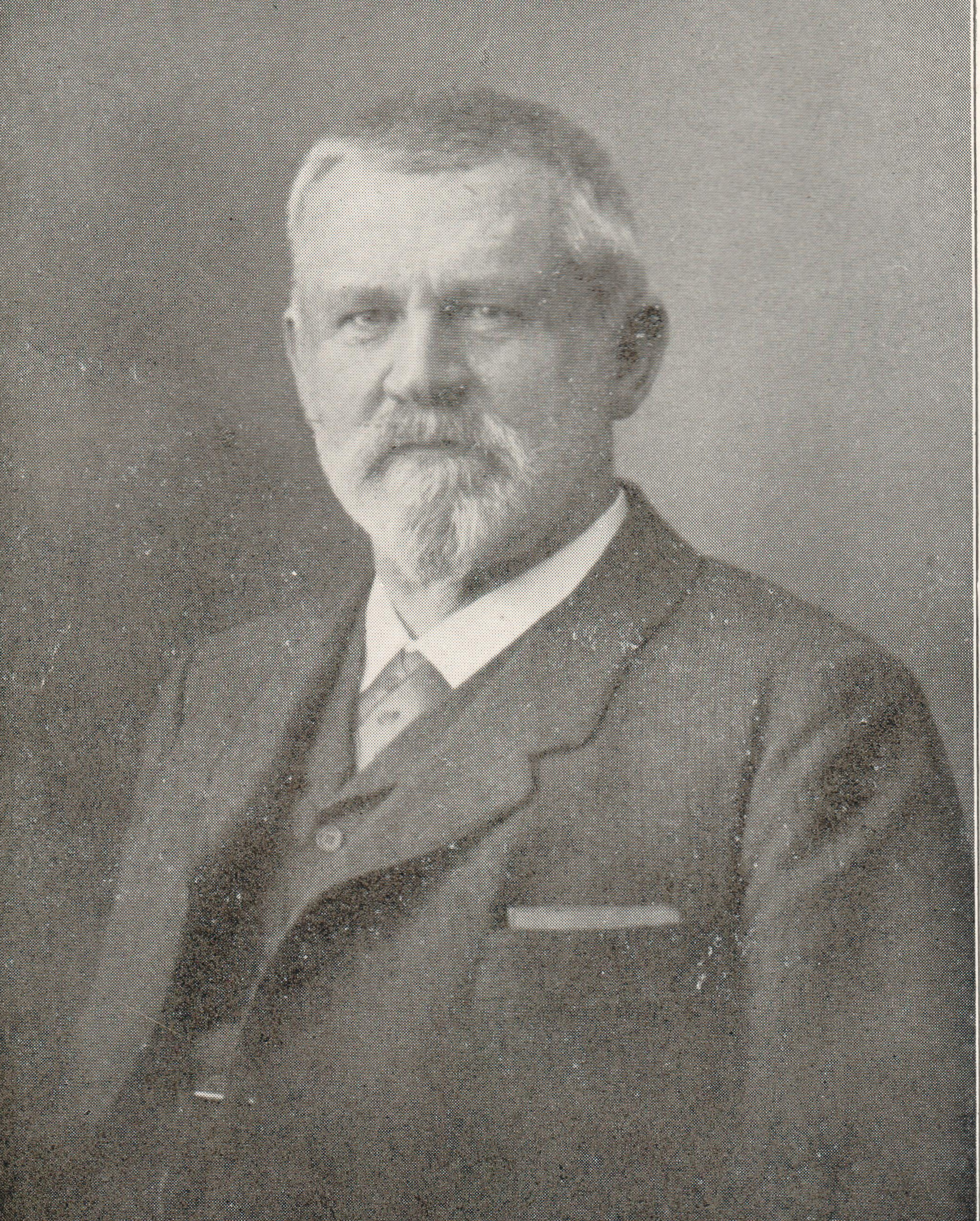
Johann Kohler

Johann Kohler (auch: Hans Kohler; * 7. September 1839 in Egg; † 23. November 1916 in Schwarzach) war ein österreichischer Lehrer, Maler und Politiker aus Vorarlberg.

## Leben
Johann Kohler wurde als ehelicher Sohn und ältestes Kind des Kaspar Kohler (Bauer und Sticker) und der Anna Flatz (Näherin) geboren. Aus der Ehe entstammen drei weitere Kinder.
Am 29. Mai 1866 heiratete er Maria Theresia Ritter aus Andelsbuch (* 17. Mai 1830; † 16. September 1867). Aus der Ehe entstammt ein Sohn, Johann Pius Kohler (* 1. September 1867). Die zweite Ehe schloss er am 26. Juli 1869 mit Maria Anna Franziska Schwärzler aus Schwarzach (5. Juli 1840 – 25. April 1926) und aus dieser Ehe entstammen zwölf Kinder (Gebhard Stephan, 11. Juni 1870 – 22. April 1951; Anna Angela, 20. Juli 1871 – 19. November 1900; Maria Grazia, auch: Sr. Xaveria, 17. Oktober 1872 – 29. März 1936; Franziska Theresia, 6. Januar 1874 – 4. Juli 1897; Aloisia, 17. Juni 1875 – 18. Oktober 1909; Sebastian Josef, 17. August 1876 – 19. August 1935; Franziska Xaveria, 20. März 1878–1888; Josef Vinzenz, 5. Mai 1879 – 29. September 1879; Josef Vinzenz, 3. Mai 1881 – 3. Juli 1937; Franziska Rosalia, 31. Mai 1882 – 30. März 1945; Kaspar Ignaz, 31. Dezember 1883 – 28. März 1962; Josef Karl, 17. August 1886 – 3. April 1887). Durch die zweite Ehe wurde Kohler Schwiegersohn des Schwarzacher Fabrikanten Gebhard Schwärzler.

## Schulbildung
Kohler besuchte die Volksschule und wurde unter anderem von Kaspar Ignaz Hammerer unterrichtet, der später auch Landtagsabgeordneter in Vorarlberg war. Nach sieben Jahren Pflichtschule und einem freiwilligen Jahr erhielt Kohler am 24. April 1853 ein Zeugnis der 1. Klasse mit Vorzug. 1855 besuchte Kohler für neun Monate die k. k. Kreis-Hauptschule in Bregenz und bereitete sich auf die Übernahme der Lehrerstelle in Egg an der Volksschule als Gehilfe vor, die nach dem Abgang von Hammerer frei geworden war. 1859 legte er die kommissionelle Lehrbefähigungsprüfung in Bregenz ab.

## Tätigkeiten

### Geschäftliche Tätigkeiten
Johann Kohler war von 1856 bis 1869 in seinem ersten Hauptberuf im Winterhalbjahr Gehilfe bzw. Lehrer an der Volksschule in Egg. Daneben war er als Schreiber bei der Gemeinde unter dem Gemeindevorsteher Kaspar Ignaz Hammerer tätig. 1867 wurde er Gemeinderat in Egg. In den Sommermonaten war Kohler als  Dekorationsmaler tätig und bemalte Friedhofsarkaden, Kapellen und Kirchen in Vorarlberg und Tirol.  Am 1. Januar 1868 wurde von Johann Kohler, zusammen mit den Lehrern Rädler, Martin Thurnher und drei weiteren, in Dornbirn ein katholischer Lehrerverein als Gegengewicht zum vorherrschenden Liberalismus gegründet.
Die Tätigkeit als Dekorationsmaler, die er sehr gerne ausübte, gab Kohler erst nach der Gründung einer Familie 1866 auf. Die Tätigkeit als Lehrer beendete Kohler nach der zweiten Heirat 1869 und dem Umzug von Egg nach Schwarzach und der Aufnahme der Tätigkeit als Kaufmann in Schwarzach.

### Politische Tätigkeiten
Erstmals wurde Kohler in den Vorarlberger Landtag (III. Gesetzgebungsperiode, 1870–1871) gewählt (Landgemeinde Bregenz-Bregenzerwald) und vertrat eine konservative politische Einstellung. Er war mit 31 Jahren das jüngste Mitglied dieses Landtags. Am 30. Mai 1870 wurde in Dornbirn der Katholisch-politische Volksverein gegründet und am 7. Februar 1872 wurde Johann Kohler zum Stellvertreter des Vorstandes, Johannes Thurnher, gewählt. Kohler war auch im Ausschuss des Vorarlberger Volksblatts und, nachdem dieses an den Presseverein als Eigentümer und Verlege überging, im Vorstand. Ebenfalls wurde er 1878–1884 (V. Gesetzgebungsperiode) in den Landtag gewählt und war ab 1896 und 1897 (VII. Gesetzgebungsperiode) als Ersatz im Landtag. 1902 bis 1909 (IX. Gesetzgebungsperiode) war wiederum als gewählter Mandatar im Vorarlberger Landtag.
Er war von 1891 bis 1896 konservativer Abgeordneter im Österreichischen Abgeordnetenhaus des Reichsrates und war vom 6. Oktober 1888 bis zum 17. Januar 1910 Vorsteher der Gemeinde Schwarzach.
Kohler war Gründungsmitglied des Christlichsozialen Volksvereins für Vorarlberg und wurde auch zum ersten Vorstand gewählt. Er war Mitglied des Direktoriums der Landeshypothekenbank und ab 1895 für 16 Jahre Obmann (Anwalt) des Verbandes landwirtschaftlicher Genossenschaften in Vorarlberg und bis 1915 im Vorstand dieses Verbandes sowie ab 1897 Obmann im Vorstand der Raiffeisenkasse Schwarzach.

### Sonstiges
Von 1877 bis zu seinem Tod war er Vorstand des Vinzenz-Vereins (siehe: Vinzenz von Paul). Er hatte auch den ersten solchen Verein in Vorarlberg, in Schwarzach, gegründet.

## Ehrung
- Ritter des Kaiser Franz-Joseph-Ordens (1909)

## Trivia
Auf die Initiative von Johann Kohler und Wendelin Rädler aus Wolfurt, wurde ein Gemeindeblatt für die Gemeinden Wolfurt und Schwarzach gegründet.